# Huntsville (Utah)
Huntsville és una població dels Estats Units a l'estat de Utah. Segons el cens del 2000 tenia 649 habitants.

## Demografia
Segons el cens del 2000, Huntsville tenia 649 habitants, 194 habitatges, i 163 famílies. La densitat de població era de 374 habitants per km².
Dels 194 habitatges en un 46,4% hi vivien nens de menys de 18 anys, en un 70,6% hi vivien parelles casades, en un 10,3% dones solteres, i en un 15,5% no eren unitats familiars. En el 13,4% dels habitatges hi vivien persones soles el 7,7% de les quals corresponia a persones de 65 anys o més que vivien soles. El nombre mitjà de persones vivint en cada habitatge era de 3,35 i el nombre mitjà de persones que vivien en cada família era de 3,7.
Per edats la població es repartia de la següent manera: un 33,7% tenia menys de 18 anys, un 11,1% entre 18 i 24, un 21,4% entre 25 i 44, un 21,9% de 45 a 60 i un 11,9% 65 anys o més.
L'edat mediana era de 34 anys. Per cada 100 dones de 18 o més anys hi havia 102,8 homes.
La renda mediana per habitatge era de 50.625 $ i la renda mediana per família de 52.656 $. Els homes tenien una renda mediana de 37.411 $ mentre que les dones 31.528 $. La renda per capita de la població era de 16.232 $. Entorn del 4,3% de les famílies i el 5,9% de la població estaven per davall del llindar de pobresa.

## Poblacions més properes
El següent diagrama mostra les poblacions més properes.